# 1846
1846 (MDCCCXLVI) byl rok, který dle gregoriánského kalendáře započal čtvrtkem.

## Události
- 20. února – 4. března – Část polských obyvatel Krakova se během Krakovského povstání domáhalo na rakouské vládě zrušení nevolnictví, zavedení všeobecného volebního práva aj. Povstání bylo potlačeno armádou.
- 21. února – Po 29 letech vlády zemřel japonský císař Ninkó.
- 10. března – Na japonský trůn nastoupil císař Kómei.
- 25. dubna – Začala dvouletá Mexicko-americká válka.
- 22. května – V New Yorku byla založena tisková agentura Associated Press.
- 1. června – Zemřel papež Řehoř XVI.
- 16. června – Novým papežem byl zvolen Pius IX.
- 28. června – Belgický výrobce hudebních nástrojů Adolphe Sax si patentoval saxofon.
- 10. září – Americký vynálezce Elias Howe si patentoval šicí stroj.
- 19. září – Dvěma dětem ve francouzské La Salettě v Alpách se údajně zjevila Panna Marie.
- 1. listopadu – Jan Váňa objevil na Kladensku mocnou uhelnou sloj.
- 6. listopadu – Zaniklo Svobodné město Krakov.
- 16. listopadu – Bývalé Svobodné město Krakov bylo připojeno k Rakouskému císařství jako Krakovské velkovévodství.
- 9. listopadu – Papež Pius IX. vydal encykliku Qui pluribus o vztahu rozumu a víry.
- 17. listopadu – Německý průmyslník a optik Carl Zeiss si v Jeně otevřel dílnu na výrobu fotografických objektivů. Později z ní vznikla firma Carl Zeiss AG.
- 28. prosince – Iowa se stala 29. státem USA.

### Probíhající události
- 1817–1864 – Kavkazská válka
- 1845–1849 – Velký irský hladomor
- 1846–1848 – Mexicko-americká válka

## Vědy a umění
- 1. ledna – Na doporučení Františka Palackého převzal řízení časopisu Pražské noviny mladý novinář Karel Havlíček Borovský. Vnesl do psaní listu nové názory, podporující české národní obrození.
- 26. února – Dánský astronom Theodor Brorsen objevil kometu 5D/Brorsen.
- 23. září – Německý astronom Johann Gottfried Galle se studentem Heinrichem Louisem d'Arrestem objevil planetu Neptun.
- 10. října – Anglický astronom William Lassell objevil Triton, největší z měsíců planety Neptun.
- 16. října – Americký stomatolog William Morton poprvé při chirurgické operaci použil anestezii.
- 5. listopadu – První provedení 2. Symfonie C dur Roberta Schumanna
- 15. listopadu - Premiéra tříaktové opery Maritana v Londýně s mluvenými dialogy a recitativy skladatele William Vincent Wallace a libretisty Edward Fitzba
- Přírodovědec Jan Svatopluk Presl vydal Všeobecný rostlinopis českého přírodovědce.

### Knihy
- Alexandre Dumas starší – Paměti lékařovy, Paní z Monsoreau, Rytíř de Maison-Rouge

## Narození

### Česko

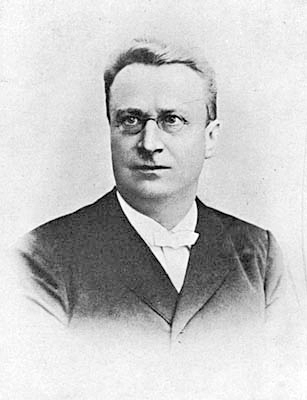
Jan Karafiát (* 4. ledna)

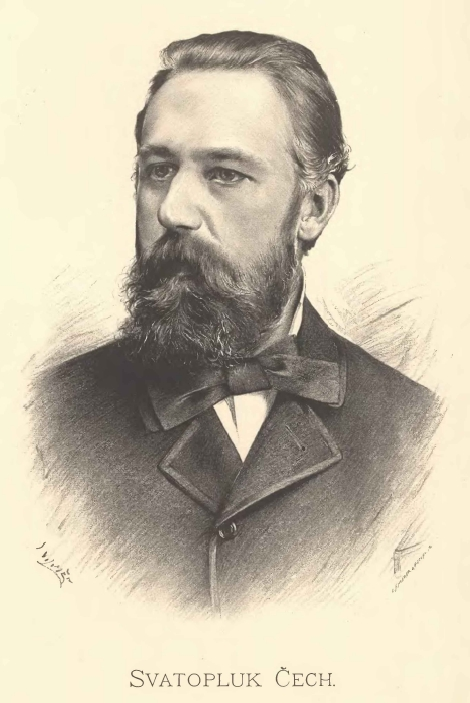
Svatopluk Čech (* 21. února)

- 3. ledna – Josef Tulka, malíř († asi 1882)
- 4. ledna – Jan Karafiát, českobratrský farář a spisovatel († 31. ledna 1929)
- 8. ledna – Gustav Mattauch, kanovník litoměřické katedrální kapituly († 3. října 1923)
- 9. ledna – Jakub Seifert, herec a režisér († 29. října 1919)
- 11. ledna – Raimund Fuchs, kanovník litoměřické kapituly († 28. července 1926)
- 23. ledna – Jiří Bittner, herec († 6. května 1903)
- 25. ledna – Karel Slavkovský, klavírista († 16. února 1919)
- 5. února – Ladislav Quis, spisovatel († 1. září 1913)
- 18. února – Kuneš Kunz, organizátor českojazyčného školství a kultury v Brně († 17. června 1890)
- 21. února
  - Svatopluk Čech, spisovatel († 23. února 1908)
  - Karel Bubela, politik († 6. února 1908)
- 7. března Eduard Bacher, novinář († 16. ledna 1908)
- 8. března – Václav Krumbholz, poslanec Českého zemského sněmu a Říšské rady († 7. srpna 1923)
- 14. března – Karl Schöppe starší, podnikatel a politik († 6. listopadu 1904)
- 16. března
  - Josef Kyselka, kněz, učitel a spisovatel († 5. prosince 1911)
  - Betty Fibichová, operní zpěvačka († 20. května 1901)
- 21. března – Jaromír Čelakovský, právní historik a politik († 16. října 1914)
- 26. dubna – Antonín Wiehl, architekt († 4. listopadu 1910)
- 3. května – Josef Štolba, právník, pedagog a spisovatel († 12. května 1930)
- 4. května – Edvard Jan Brynych, biskup královéhradecký († 20. listopadu 1902)
- 24. května – František Augustin, meteorolog, astronom a geograf († 1. prosince 1908)
- 24. června – Hans Miksch, rakouský architekt českého původu († 14. května 1904)
- 25. června – Vincenc Jarolímek, matematik († 14. prosince 1921)
- 2. července – Josef Mathauser, malíř († 10. ledna 1917)
- 11. července – Adalbert Johanny, moravskoostravský starosta († 20. prosince 1919)
- 14. července – Jaroslav Goll, historik († 8. června 1929)
- 20. srpna
  - Karel Preis, chemik, rektor ČVUT († 27. dubna 1916)
  - Václav Emanuel Mourek, germanista a anglista († 24. října 1911)
- 11. září – Julie Šamberková, divadelní herečka († 3. února 1892)
- 13. září – Jan Slavík, politik († 11. října 1910)
- 14. září – Bedřich Pacák, politik († 24. května 1914)
- 25. září
  - Otakar Červinka, básník († 28. dubna 1915)
  - František Dvorský, přírodovědec a vlastivědný pracovník († 3. listopadu 1917)
- 5. října – František Bohuslav Batovec, velkoobchodník a průmyslník († 14. října 1909)
- 16. října – Jiří Pražák, odborník na rakouské správní a ústavní právo († 29. března 1905)
- 20. října – Bedřich Münzberger, architekt († 23. července 1928)
- 23. října – Václav Šamánek, lékař a organizátor českého národního života na Liberecku († 9. května 1916)
- 25. října
  - Karel Krohn, zakladatel prvního českého dobrovolného hasičského sboru († 14. února 1913)
  - Jan Jindáček, poslanec Českého zemského sněmu, starosta Hořovic († 15. ledna 1927)
- 31. října – Bohuslav Čermák, spisovatel a literární historik († 9. února 1899)
- 24. prosince – Emanuel Miřiovský, pedagog, spisovatel a překladatel († 10. ledna 1914)
- 25. prosince – Emanuel Leminger, pedagog a archeolog († 3. prosince 1931)
- 27. prosince
  - Jan Pinkava, malíř († 12. března 1923)
  - Zikmund Winter, spisovatel a historik († 12. června 1912)
- ? – Jaromír Tuček, ředitel c. k. státních drah († 29. srpna 1923)

### Svět
- 5. ledna

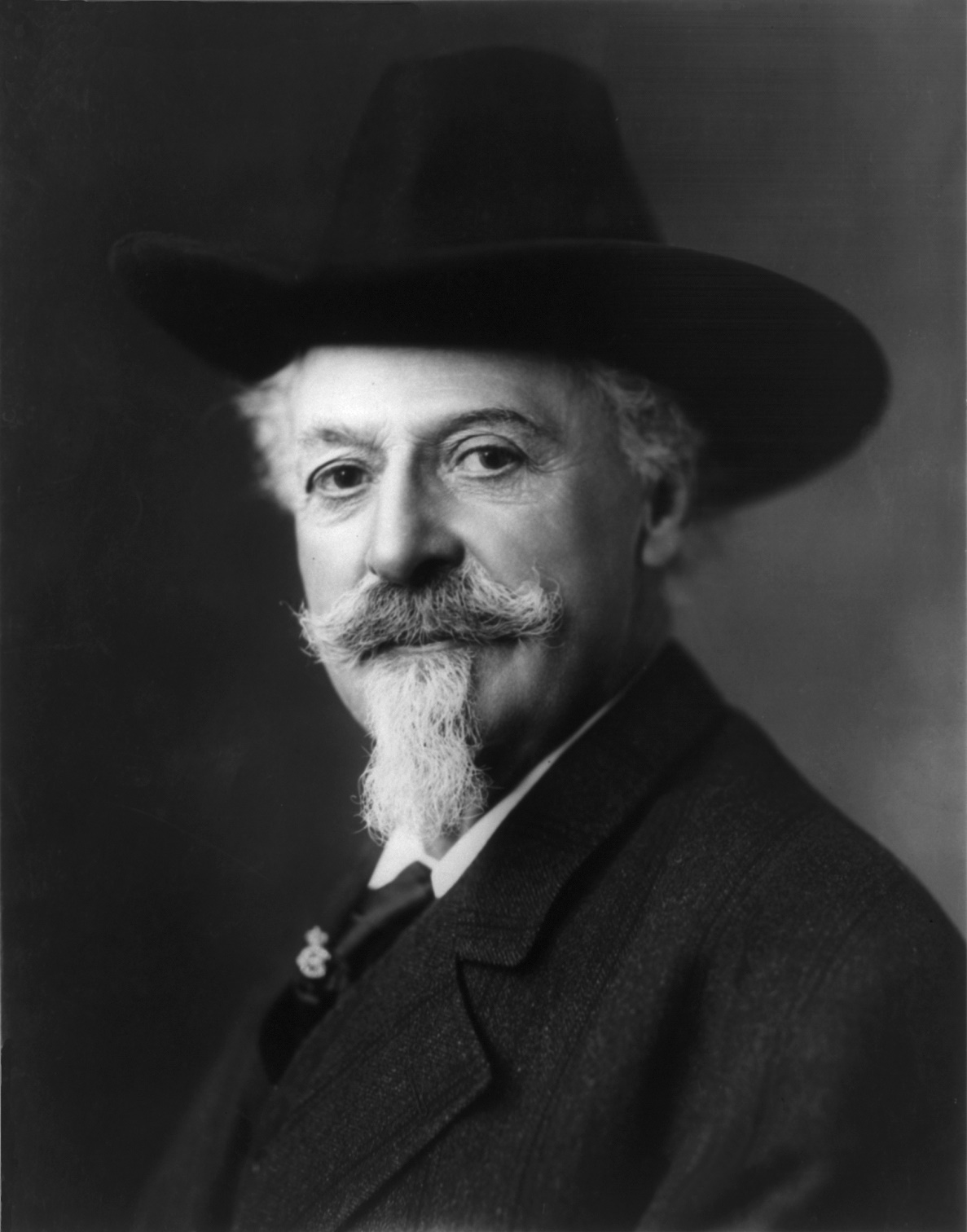
Buffalo Bill (* 26. února)

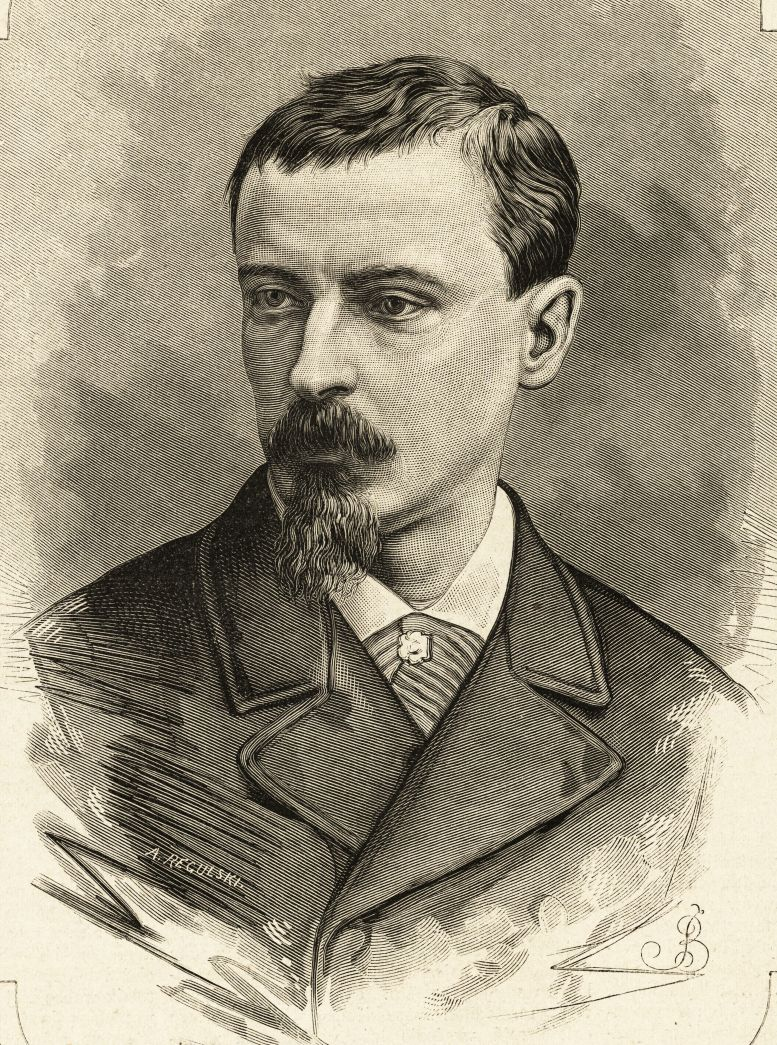
Henryk Sienkiewicz (* 5. května)

  - Rudolf Christoph Eucken, německý filozof († 16. září 1926)
  - Mariam Baouardy, řeckokatolická řeholnice († 26. srpna 1878)
- 14. ledna – Severin Nilsson, švédský malíř a fotograf († 24. listopadu 1918)
- 16. ledna – Raoul Rigault, francouzský revolucionář, novinář a politik († 24. května 1871)
- 30. ledna – Francis Herbert Bradley, britský filozof († 18. září 1924)
- 2. února – Mathilde Weissmannová-Zavrtalová, operní pěvkyně († 22. července 1908)
- 4. února – Nikolaj Umov, ruský fyzik († 28. ledna 1915)
- 5. února – Johann Most, americký anarchista († 17. března 1906)
- 9. února
  - Wilhelm Maybach, německý vynálezce, konstruktér a výrobce automobilů († 29. prosince 1929)
  - Arthur Batut, francouzský fotograf († 19. ledna 1918)
- 21. února – Heinrich Ehrlich, rakouský finančník a mecenáš († 20. června 1921)
- 24. února – Christian Leopold, německý gynekolog († 12. září 1911)
- 25. února – Giuseppe De Nittis, italský malíř († 21. srpna 1884)
- 26. února
  - Buffalo Bill, americký dobrodruh († 10. ledna 1917)
  - Anna z Lichtenštejna, knížecí princezna z Lichtenštejna († 22. dubna 1924)
- 27. února – Joaquín Valverde Durán, španělský skladatel, dirigent a flétnista († 17. března 1910)
- 1. března
  - Eugen Ruffínyi, objevitel Dobšinské ledové jeskyně († 13. ledna 1924)
  - Vasilij Vasiljevič Dokučajev, ruský pedolog a geolog († 8. listopadu 1903)
- 6. března – Henry Radcliffe Crocker, britský dermatolog († 22. srpna 1909)
- 3. dubna – Benjamin Daydon Jackson, anglický botanik († 12. října 1927)
- 20. dubna
  - Vjačeslav von Pleve, ruský ministr vnitra († 28. července 1904)
  - Alexandre de Serpa Pinto, portugalský cestovatel († 28. prosince 1900)
- 28. dubna – Johan Oskar Backlund, švédský astronom († 28. srpna 1916)
- 5. května
  - Federico Chueca, španělský hudební skladatel († 20. července 1908)
  - Henryk Sienkiewicz, polský spisovatel, nositel Nobelovy ceny za literaturu († 15. listopadu 1916)
- 16. května – Ottomar Anschütz, německý fotograf a vynálezce († 30. května 1907)
- 20. května – Alexandr von Kluck, německý generál († 19. října 1934)
- 25. května
  - Naim Frashëri, albánský básník a překladatel († 20. října 1900)
  - Helena Britská, členka britské královské rodiny († 9. června 1923)
- 29. května – Gustav Marchet, předlitavský pedagog, právník a politik († 27. dubna 1916)
- 30. května – Carl Fabergé, ruský zlatník († 24. září 1920)
- 11. června – Emil Steinbach, předlitavský státní úředník a politik († 26. května 1907)
- 13. června – Rose Clevelandová, sestra 22. prezidenta USA Grovera Clevelanda , první dáma USA († 22. listopadu 1918)
- 15. června – Leo von Bilinski, předlitavský šlechtic a politik († 14. června 1923)
- 28. června – Matúš Dula, slovenský politik († 13. června 1926)
- 8. července – Klotylda Sasko-Kobursko-Gothajská, saská princezna a rakouská arcivévodkyně († 3. června 1927)
- 11. července – Léon Bloy, francouzský spisovatel († 3. listopadu 1917)
- 17. července – Nikolaj Nikolajevič Miklucho-Maklaj, ruský etnograf, antropolog a cestovatel († 14. dubna 1888)
- 22. července – Julius von Latscher-Lauendorf, rakousko-uherský generál a politik († 2. srpna 1909)
- 29. července – Isabela Brazilská, brazilská císařská princezna († 14. listopadu 1921)
- 7. srpna – Hermann Paul, německý jazykovědec († 29. prosince 1921)
- 20. srpna – Evžen Württemberský, člen württemberského panovnického domu († 20. ledna 1877)
- 22. srpna – Amalie Skramová, norská spisovatelka († 15. března 1905)
- 1. září – Johann Loserth, rakouský historik († 30. srpna 1936)
- 4. září – Daniel Burnham, americký architekt († 1. června 1912)
- 21. září – Svetozar Marković, srbský realistický spisovatel († 10. března 1876)
- 6. října – George Westinghouse, americký vynálezce a průmyslník († 12. března 1914)
- 8. října – Wladimir Köppen, německý geograf, meteorolog a botanik († 22. června 1940)
- 10. října – Dimitrie Brândză, rumunský botanik a lékař († 3. srpna 1895)
- 10. října – Jiří ze Schaumburg-Lippe, kníže německého knížectví Schaumburg-Lippe († 29. dubna 1911)
- 14. října – Kazimír Felix Badeni, polský šlechtic, předseda vlády Předlitavska († 9. července 1909)
- 21. října – Edmondo De Amicis, italský spisovatel († 11. března 1908)
- 23. října – Alexandr Andrejevič Archangelskij, ruský sbormistr a hudební skladatel († 16. listopadu 1924)
- 28. října – Auguste Escoffier, francouzský šéfkuchař († 12. února 1935)
- 2. listopadu – Hayranidil Kadınefendi, konkubína osmanského sultána Abdulazize († 26. listopadu 1898)
- 3. listopadu – Francis Davis Millet, americký malíř a spisovatel († 15. dubna 1912)
- 7. listopadu – Ignaz Brüll, rakouský hudební skladatel a klavírní virtuos († 17. září 1907)
- 8. listopadu – William Robertson Smith, skotský orientalista a evolucionista († 31. března 1894)
- 18. listopadu – Aloys von Liechtenstein, rakouský šlechtic a politik († 25. března 1920)
- 6. prosince – Andreas Bang-Haas, dánský entomolog († 7. února 1925)
- 22. prosince – Ján Meličko, slovenský pedagog a hudební skladatel († 7. září 1926)
- ? – Eusebi Güell, katalánský průmyslník a politik († 8. srpna 1918)

## Úmrtí

### Česko
- 21. února – Martin Štěpán, luteránský kazatel v Německu a USA (* 13. srpna 1777)
- 13. března – František Hantschel, osmý arciděkan v Horní Polici (* 19. listopadu 1752)
- 2. dubna – Josef Triebensee, pražský hobojista, dirigent a skladatel († 21. listopadu 1772)
- 28. dubna – Josef Jaroslav Langer, novinář a básník (* 12. listopadu 1806)
- 23. května – Josef Liboslav Ziegler, kněz, básník a spisovatel (* 10. prosince 1782)

### Svět

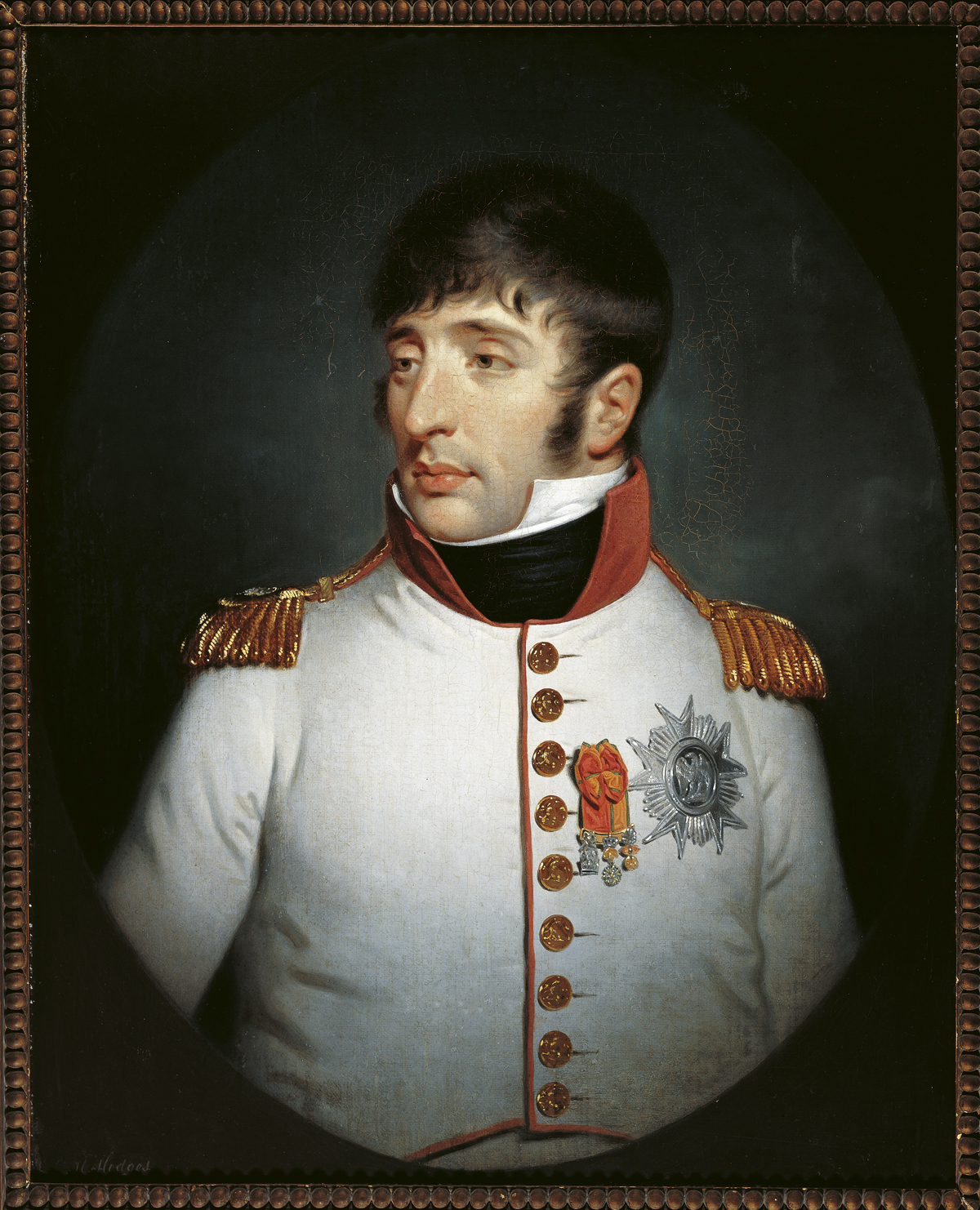
Ludvík Bonaparte († 25. července)

- 21. ledna – František IV. Modenský, modenský a reggijský vévoda (* 6. října 1779)
- 21. února – Ninkó, japonský císař (* 16. března 1800)
- 3. března – François de Beauharnais, francouzský šlechtic a politik (* 12. srpna 1756)
- 17. března – Friedrich Wilhelm Bessel, německý astronom (* 22. července 1784)
- 24. března – Georg Friedrich Erdmann Klette von Klettenhof, slezský evangelický šlechtic (* 20. února 1766)
- 1. června – Řehoř XVI., papež římskokatolické církve (* 1765)
- 17. června – Jean Gaspard Deburau, francouzský mim českého původu (* 31. července 1796)
- 25. července – Ludvík Bonaparte, francouzský šlechtic, holandský král (* 2. září 1778)
- 6. srpna – Ludwig Erdmann Bledow, německý šachový mistr (* 27. července 1795)
- 24. srpna – Ivan Fjodorovič Kruzenštern, ruský admirál a mořeplavec (* 19. listopadu 1770)
- 16. září – Svatý Ondřej Kim Tegon, korejský mučedník (* 21. srpna 1821)
- 19. října – Giuseppe Venturoli, italský inženýr (* 21. ledna 1768)
- 27. října – Louis-Auguste-Victor de Ghaisnes de Bourmont, francouzský politik a maršál (* 2. září 1773)
- 2. listopadu – Victor Guy Duperré, francouzský admirál (* 20. února 1775)
- 30. listopadu – Friedrich List, německý národohospodář (* 6. srpna 1789)
- 10. prosince – Louis Victor Meriadec de Rohan, francouzský voják a šlechtic z rodu Rohanů (* 20. července 1766)
- ? – William John Coffee, anglický malíř a sochař (* 1774)
- ? – John Tanner, americký spisovatel (* 1780)

## Hlavy států

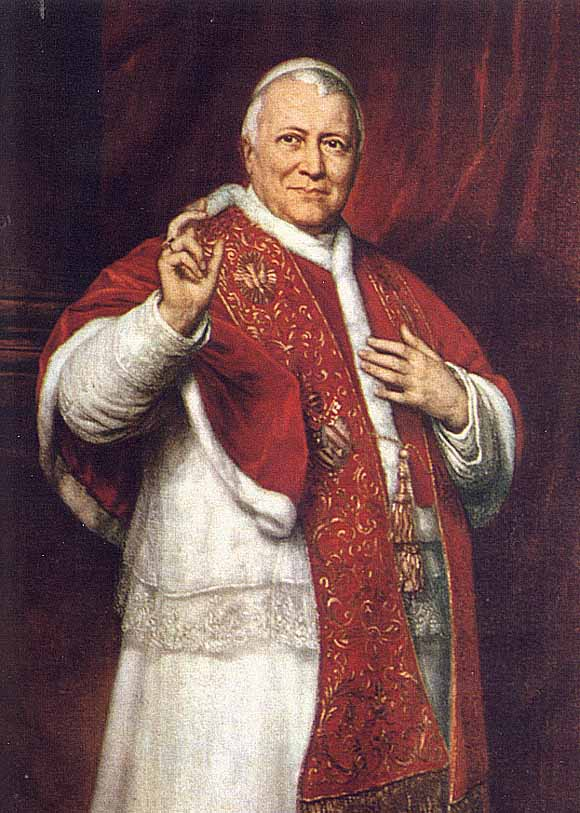
Papežem se stal Pius IX.

- Francie – Ludvík Filip (1830–1848)
- Království obojí Sicílie – Ferdinand II. (1830–1859)
- Osmanská říše – Abdülmecid I. (1839–1861)
- Prusko – Fridrich Vilém IV. (1840–1861)
- Rakouské císařství – Ferdinand I. (1835–1848)
- Rusko – Mikuláš I. (1825–1855)
- Spojené království – Viktorie (1837–1901)
- Španělsko – Isabela II. (1833–1868)
- Švédsko – Oskar I. (1844–1859)
- USA – James K. Polk (1845–1849)
- Papež – Řehoř XVI. (1830–1846) / Pius IX. (1846–1878)
- Japonsko – Ninkó (1817–1846) / Kómei (1846–1867)
- Lombardsko-benátské království – Rainer Josef Habsbursko-Lotrinský